# Институт живого слова
Институт живого слова — научное и учебное заведение, существовавшее в Петрограде в 1918−1924 годах.

## История
Институт был основан актёром и театроведом В. Н. Всеволодским-Гернгроссом в ноябре 1918 года. Находился в ведении ТЕО Наркомпроса.
В институте в 1918−19 годах работали А. В. Луначарский, С. М. Бонди, Н. С. Гумилёв, А. Ф. Кони, В. Э. Мейерхольд, Л. В. Щерба, Б. М. Эйхенбаум, М. Д. Эйхенгольц, Н. А. Энгельгардт, Л. П. Якубинский, К. Сюннерберг (председатель института в 1923−24).
Задачами института были:
1. Научно-практическая разработка вопросов, относящихся к области живого слова и связанных с нею дисциплин.
2. Подготовка мастеров живого слова в областях: педагогической (для педагогов общей школы и преподавателей искусства речи), общественно-политической (ораторов, судебных, духовных, политических и др.) и художественной (поэтов, писателей, сказителей, актёров, певцов и др.).
3. Распространение и популяризация знаний в области живого слова.

В середине 1919 года насчитывалось 800 студентов.
Существовали три отдела: научный, учебный и просветительный. Основная деятельность была ориентирована на театральное искусство. Преподавателями института были предложены специальные программы курсов лекций по теории эстетики и этике общежития, по теории красноречия, теории спора, искусству речи, психологии речи и мышления и другие (были опубликованы в «Записках Института Живого Слова» в 1919 году).
В начале 1923 года по инициативе Брюсова институт был исключён из системы Главпрофобра, что опустило его до статуса частного учебного заведения.
Весной 1924 года властями было принято решение закрыть ИЖС на том основании, что он «дублирует другие театральные студии, которых и без него в Ленинграде достаточно». На базе ораторского отделения института были открыты Государственные курсы агитации и техники речи.